# Tertiärer Bildungsbereich in Israel
Der tertiäre Bildungsbereich in Israel umfasst den Bereich im Bildungswesen Israels, der aufbauend auf einer abgeschlossenen Sekundarschulbildung auf höhere berufliche Positionen vorbereitet. Neben den Universitäten gibt es zahlreiche Fachhochschulen (Michalot) und eine Akademie der Wissenschaften.

## Israelische Akademie der Wissenschaften
Die 1959 errichtete Israelische Akademie der Wissenschaften besteht aus den Sektionen Natur- und Geisteswissenschaften und hat ihren Sitz ist Jerusalem. Sie organisiert  die besten in Israel lebenden Wissenschaftler, fördert Wissenschaft und Forschungs, Berät die Regierung bei Forschung und Wissenschaftsplanung von nationaler Bedeutung, pflegt Kontakt zu gleichartigen Einrichtungen im Ausland und vertritt Israel bei internationalen Organisationen und Konferenzen.

## Universitäten
Neun Hochschuleinrichtungen sind von Israel als Universitäten anerkannt:
| Name                                 | Webseite                  | Gründungsjahr | Studentenzahl |
| ------------------------------------ | ------------------------- | ------------- | ------------- |
| Hebräische Universität Jerusalem     | http://www.huji.ac.il     | 1918          | 22.600 (2003) |
| Technion                             | http://www.technion.ac.il | 1924          | 13.000 (2005) |
| Weizmann-Institut für Wissenschaften | http://www.weizmann.ac.il | 1949          | 2.500 (2005)  |
| Bar-Ilan-Universität                 | http://www.biu.ac.il      | 1955          | 32.000 (2005) |
| Universität Tel Aviv                 | http://www.tau.ac.il      | 1956          | 29.000 (2005) |
| Universität Haifa                    | http://www.haifa.ac.il    | 1963          | 13.000 (2005) |
| Ben-Gurion-Universität im Negev      | http://www.bgu.ac.il      | 1969          | 17.300 (2005) |
| Open University of Israel            | http://www.openu.ac.il    | 1974          | 38.000 (2005) |
| Universität Ariel in Samarien        | http://www.openu.ac.il    | 1982          | 14.000 (2012) |

Die Universität Ariel in Samarien liegt im besetzten Westjordanland, das völkerrechtlich nicht zu Israel zählt.
Die oben nicht gelistete Mar Elias Universität mit Sitz in Nazareth ist nicht als Universität, sondern nur als Hochschule anerkannt.

## Hochschulen
Die Michlalot (מכללות auf Hebräisch, „Academic Colleges“ auf Englisch) sind akademische Einrichtungen, die ähnlich Fachhochschulen „undergraduate degree“ Programme anbieten und anerkannte akademische Abschlüsse (Bachelor oder Master) verleihen.
Die Trägerschaft ist in der Regel staatlich,  daneben gibt es Hochschulen in regionaler oder privater Trägerschaft. Die Aufnahmebedingungen sind meist weniger streng als bei den Universitäten, falls es sich jedoch um private Einrichtungen handelt, so können die Studiengebühren wesentlich höher als bei den staatlichen Hochschulen oder Universitäten sein.
Viele Hochschulen stehen unter akademischer Aufsicht einer Universität bzw. kooperieren mit ihnen. Der wesentliche Unterschied zu den Universitäten besteht darin, dass dort Doktorate und Habilitationen nicht möglich sind, diese somit in der Regel keine Forschungseinrichtungen darstellen.
Einige akademische Hochschulen wollen sich längerfristig in Universitäten umwandeln, die Entscheidung kann aber nur die Regierung fällen. Ohne Zieldatum hat die israelische Regierung 2005 beschlossen, eine Universität in Ariel und in Karmiel zu schaffen.
Die Namen der akademischen Hochschulen werden mit ihrer englischen Bezeichnung und in alphabetischer Reihenfolge, gemäß dem Standort, aufgelistet.
- Western Galilee College, Akko
- Ashkelon Regional College, Aschkelon
- Al-Qasemi Academic College of Education, Baqa-Jatt
- Sami Shamoon College of Engineering, Beʾer Scheva
- Beer Sheva Technological College, Beʾer Scheva
- Beit Berl, (gleichnamige Gemeinde bei Kfar Saba)
- Achva College, Beer Tuvja (bei Kirjat Malachi)
- Ruppin College, Chefer Ebene (bei Netanja)
- Yizrael Valley College, Jesreelebene
- Interdisciplinary Centre, Herzlia
- Shaarey Mishpat College of Law, Hod haScharon
- Sapir Academic College, Sderot
- Holon Academic Institute of Technology, Cholon
- Bezalel Academy of Arts and Design, Jerusalem
- Hadassah College of Technology, Jerusalem
- Jerusalem College of Art and Dance, Jerusalem
- Jerusalem College of Engineering, Jerusalem
- Jerusalem College of Technology, Jerusalem
- Touro College, Jerusalem
- Ort Braude College, Karmiel
- Ohalo College of Education, Katzrin
- Ono Academic College, Kirjat Ono
- Netanya Academic College, Netanja
- Wingate Institut, Netanja
- Academic College of Law, Ramat Gan
- Shenkar College, Ramat Gan
- College of Management, Rischon leTzion
- Academic College of Tel Aviv-Jaffa, Tel Aviv
- Tel Aviv College of Engineering, Tel Aviv
- Tel Hai College, Tel Hai (bei Kirjat Schmona)
- Safed College, Safed
- Jordan Valley College, Zemach (Südende vom See Genezareth)